# Hypsicera curvator
Hypsicera curvator là một loài tò vò trong họ Ichneumonidae.